# Флэнаган, Майк (футболист)
Майкл (Майк) Флэ́неган (англ. Michael «Mike» Flanagan; р. 9 ноября 1952, Илфорд, Эссекс) — английский футболист и футбольный тренер. Самый ценный игрок NASL (1978).

## Карьера
Флэнеган дебютировал в составе «Чарльтон Атлетик» в 1971/72 сезоне и сформировал партнёрские отношения с Дереком Хейлзом, хотя эта пара однажды была удалена с поля на матче кубка Англии из-за драки друг с другом.
Летом 1978 года Фланаган уехал за океан и подписал контракт с «Нью-Инглэнд Ти Мен» из NASL, а затем забил 30 голов в 28 матчах лиги. Он также в 1978 году стал самым ценным игроком лиги.
Летом 1979 года он присоединился к «Кристал Пэлас» за £ 650000, где он сыграл 56 матчей забил 8 голов. В декабре 1980 года он присоединился к «Куинз Парк Рейнджерс». Он сыграл три матча за Англию B, забив один гол. В то время как в составе КПР он сыграл в 1982 году в финале кубка Англии.
В 1990-х годах после того, как Фланаган ушёл в отставку, он тренировал «Джиллингем». Будучи ассистентом тренера «Маргейта», он помогал играющему тренеру, Робину Тротту, который до этого играл под его руководством в «Джиллингеме». Он также тренировал ирландский клуб «Уотерфорд Юнайтед». Позже занимал должность помощника тренера «Маргейта», этот пост он покинул в июле 2007 года. С ноября 2011 года по май 2012 года он был исполняющим обязанности тренера клуба «Мэлдон энд Типтри», а в 2015—2016 годах управлял клубом «Брентвуд Таун», который ранее тренировал его сын Адам.